# Christopher Arzrouni
Christopher Philippe Arzrouni (født 11. september 1967) er en dansk skribent, debattør, politisk rådgiver og tobakslobbyist. Efter en karriere i det politiske parti Venstre som særlig rådgiver for forskellige af dets ministre i diverse ministerier har han siden 2019 arbejdet som kommunikationschef for tobaksvirksomheden Philip Morris. Endvidere han været ansat af Dansk Industri samt flere aviser, forfattet bøger og været involveret i oprettelsen af de liberale foretagender Libertas og CEPOS.

## Baggrund
Født i Hvidovre som søn af schweizisk-armenske arkitekt Philippe Arzrouni (MAA) og danske lærer Else Merete Arzrouni (née Parning) gik Arzrouni fra 1973–85 gik han på fransk skole; størstedelen af tiden i Danmark, men fra 1977–80 i Algeriet, hvor hans far var udstationeret for en dansk ingeniørvirksomhed. Arzrouni har beskrevet det at opleve forskellen mellem det kommunistiske Algeriet og kapitalistiske Tunesien som årsagen til sin første politiske bevidstgørelse som 11-årig. Han dimitterede med et baccalaurét fra Prins Henriks Skole (Lycée Français de Copenhague) på Frederiksberg i 1985. Mellemnavnet "Philippe" strammer fra hans farmor, der kom fra Romandiet i Schweiz.
Han er cand.scient.pol. fra Aarhus Universitet år 1991, hvorefter han aftjente sin værnepligt i 1991 og '92. 
Han var gift med sognepræst og debattør Edith Thingstrup med hvem han har to sønner og to døtre. Parret blev skilt. I dag er han gift med cand.mag. og journalist Astrid Ellemo.

## Karriere
Tidligere aktiv i Venstres Ungdom startede Arzrouni sin karriere i Finansministeriet som fuldmægtig i 1992 frem til 1994. Herefter var han fra 1995-96 ansat for Venstre i partiets politisk-økonomiske sekretariat. Fra 1996 indtil 2004 bestred han forskellige stillinger i erhvervsorganisationen Dansk Industri (DI), herunder assistent for DI's administrerede direktør Hans Skov Christensen samt chef for organisationens erhvervsjuridiske afdeling. I 2001 vandt Arzrouni Jyllands-Postens Fonds prisopgave i tillæg til Marshall Memorial Fellow år 2003.
Under sin tid som erhvervsjuridisk chef for DI sendte Arzrouni et udkast til statsministerens nytårstale 2004 til statsminister Anders Fogh Rasmussen. Dette blev kendt efter at talen 2. januar det år blev sendt ud til journalister i et Word-dokument med Arzrouni som opretter. Flere afsnit i Arzrounis tale, herunder om Irak-krigen, østudvidelsen af Den Europæiske Union og den økonomiske situation, var at finde i Foghs endelige tale til befolkningen. Fra 2004–05 virkede han som redaktør på Weekendavisen. I 2005 blev han særlig rådgiver for socialminister og fra 2007 fødevareminister Eva Kjer Hansen, et embede han virkede i frem til 2010.
Arzrouni blev som boganmelder for Weekendavisen i juni 2008 taget i at have kopieret store dele af sin anmeldelse af den canadiske forfatter Naomi Kleins bog Chokdoktrinen fra svenske anmelder Johan Norberg. Konfronteret med afskriften undskyldte Arzrouni og tog afstand fra sin anmeldelse, hvorefter han blev suspenderet fra avisen "et halvt års tid". Endvidere er han medstifter den borgerlig-liberale tænketank CEPOS og sad i dens bestyrelse.
Efter en større ministerrokade i den daværende borgerlige regering blev Arzrouni i marts 2010 ansat for Venstres folketingsgruppe. I perioden 2011–15 var han debatredaktør og lederskribent på Dagbladet Børsen. Arzrouni var fra 2014–15 medlem af Det Etiske Råd som han forlod af habilitetsårsager, da han i juni 2015 tiltrådte som én af to særlige rådgivere for udenrigsminister Kristian Jensen, den anden værende Peter Høyer. Han fortsatte som særlig rådgiver for Kristian Jensen, da denne blev finansminister i november 2016 ved VLAK-regeringens tiltrædelse.
Siden september 2019 har han været kommunikationschef hos tobaksvirksomheden Philip Morris Aps.

## Synspunkter
I 2005 udgav han debatbogen Helt uforsvarligt, hvori han bl.a. forsvarer organhandel, rufferi, fri narkotika og Fristaden Christiania i København. I oktober 2007 udkom bogen På ret kurs – Et tilbageblik på systemskiftet i 1982 med Arzrouni som redaktør sammen med Kasper Elbjørn, Henrik Gade Jensen og Mads Lundby Hansen. Bogen bestod af analyser af det såkaldte systemskifte og de borgerlige regeringers politik under Poul Schlüters statsministerskab (1982–1993).
Den 11. oktober 2010 skrev Christopher Arzrouni et indlæg i Jyllands-Posten, hvori han argumenterede for at den chilenske diktator Augusto Pinochet havde et uhensigtsmæssigt dårligt ry sammenlignet med andre kommunistiske diktatorer, foruden at militærdiktaturet i Chile (1973–1990) trods sin undertrykkende karakter var mindre slemt end diktaturer i Østblokken: "Pinochet var ikke totalitær, hans befolkning fik det bedre, og han afgav magten frivilligt". Samtidigt påpegede Arzrouni, at "Pinochet var bestemt en slem karl med blod på hænderne. Og den dag i dag mener jeg, at han slap alt for nådigt ud af denne verden".
Arzrouni beskriver sig selv som klassisk liberal med individuel autonomi som udgangspunkt for sin etik. En erklæret kristen har han argumenteret for at centrale kendetegn ved vestlig civilisation såsom fri markedsøkonomi, individualisering og personligt ansvar udspringer af kristendommen. Om sit syn på relationen mellem religion og politik har han udtalt, "Overordnet set mener jeg, at mennesket tilhører Gud, da jeg selv er kristen, men forvaltningen af min krop er mit ansvar. Fratager man mig det ansvar, krænker man for alvor min værdighed".